# Akbar-Mausoleum
Das Akbar-Mausoleum ist der Grabbau von Dschalāludin Mohammed, genannt Akbar (1542–1605), des ab 1561 regierenden dritten und bedeutendsten Herrschers der Mogul-Dynastie, der schon zu Lebzeiten Akbar („Der Große“) genannt wurde. Es ist das flächenmäßig größte Grabmal Indiens.

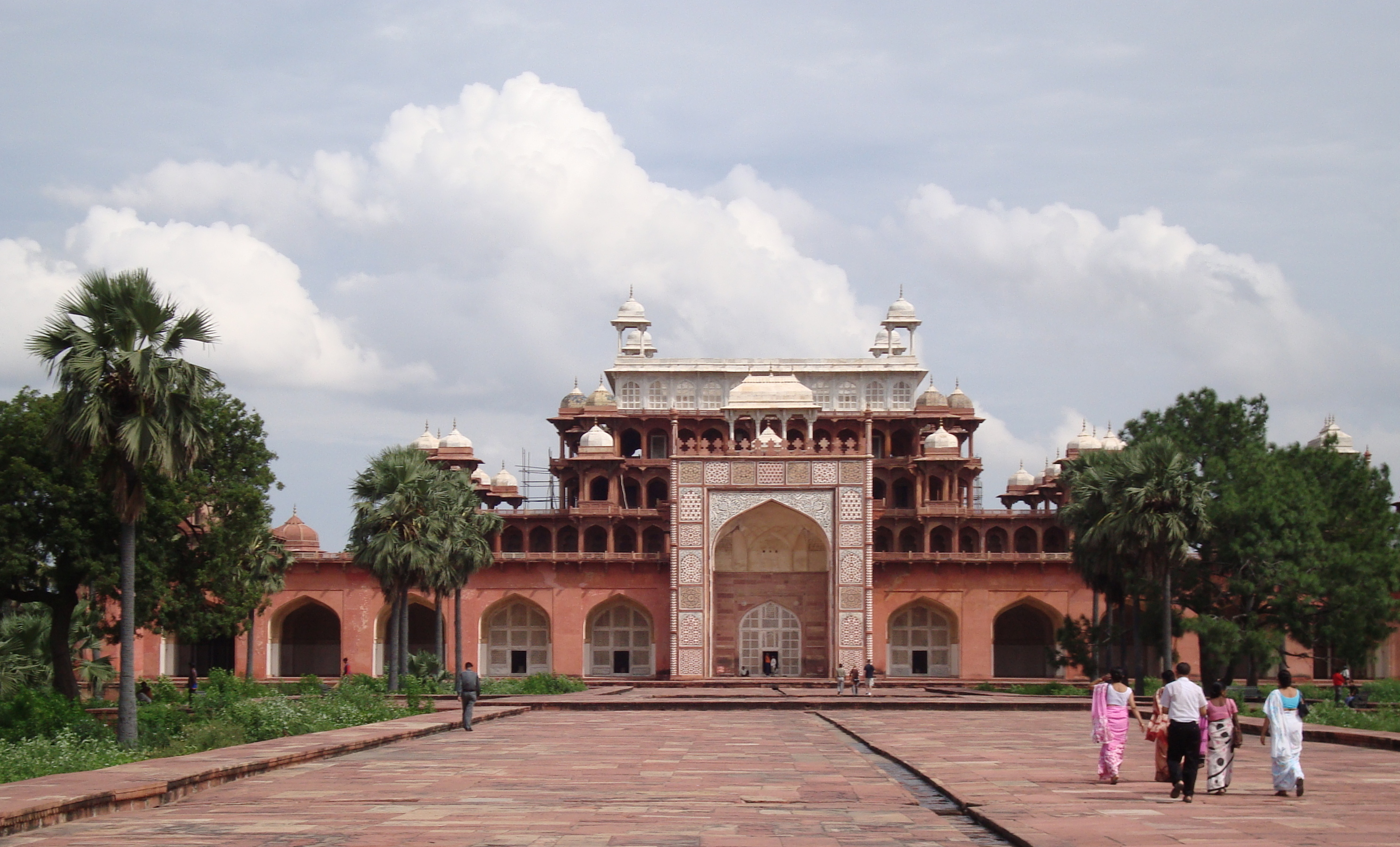
Akbar-Mausoleum, Sikandra. Der Grabbau hat weder rahmende Minarette noch eine Zentralkuppel; stattdessen finden sich deutliche Anklänge an die Palastarchitektur der Mogulzeit.

## Lage
Das Grabmal liegt in Sikandra, einem Ortsteil von Agra innerhalb einer ausgedehnten Parkanlage in einer Höhe von ca. 170 m; der Fluss Yamuna fließt etwa 1 km nordöstlich am Mausoleum vorbei. Ungefähr 1 km südwestlich befindet sich die Grabstätte von Mariam uz-Zamani (1542–1622), der Hindu-Gemahlin Akbars und Mutter Jahangirs.

## Geschichte
Mit dem Bau der gewaltigen Grabanlage wurde noch zu Lebzeiten Akbars begonnen, der wohl noch an der Planung und Ausführung des Torbaus beteiligt war. Auch die ungewöhnliche mehrgeschossige Gestaltung des eigentlichen Grabmals könnte auf Akbar zurückzuführen sein. Die endgültige Fertigstellung des Monuments erfolgte jedoch erst im Jahr 1613 unter seinem Sohn und Nachfolger Jahangir.

## Architektur

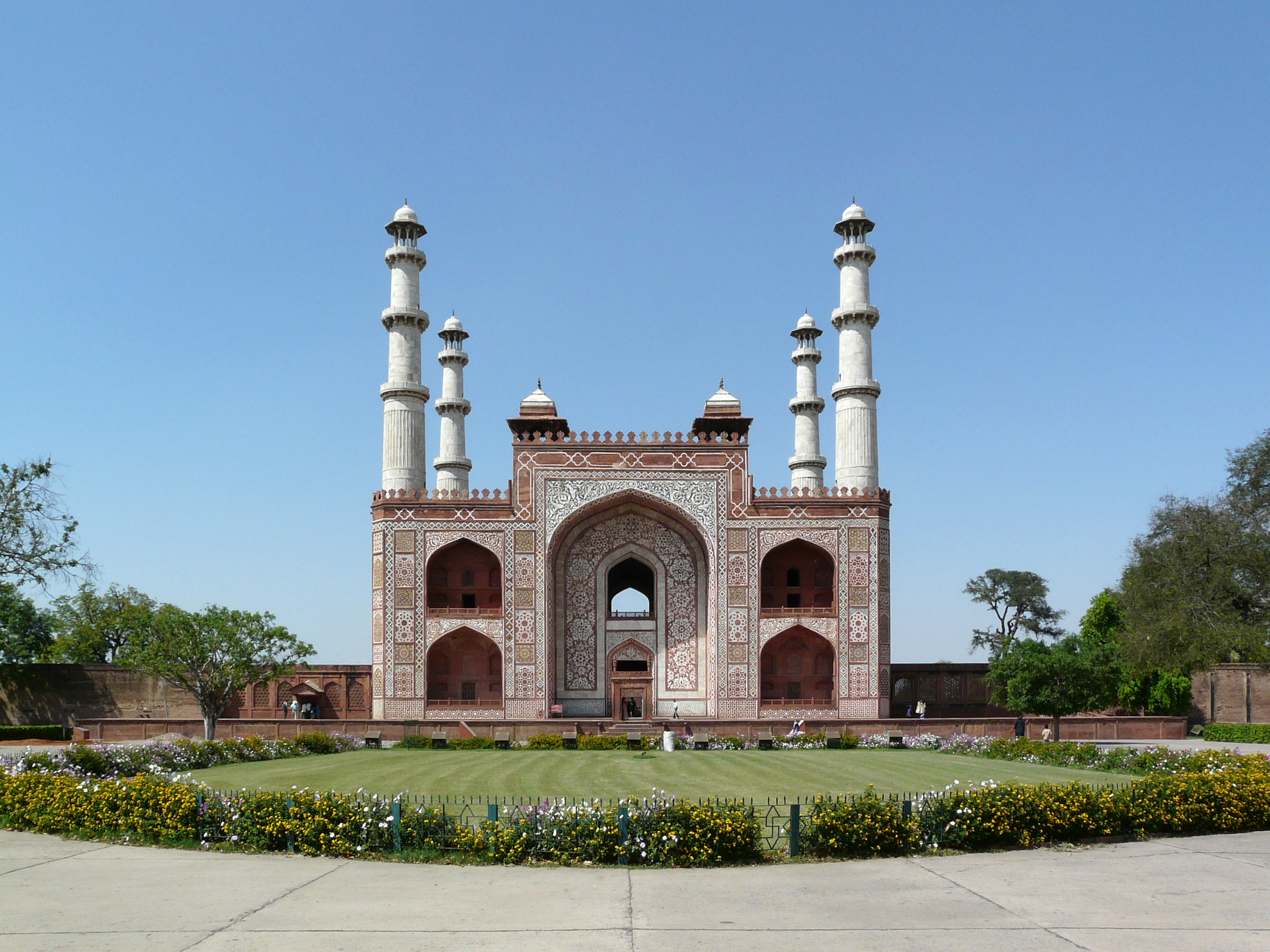
Torbau mit reichem Dekor und vier Minarettaufsätzen, die von umlaufenden Balkonen optisch unterteilt werden

### Torbau

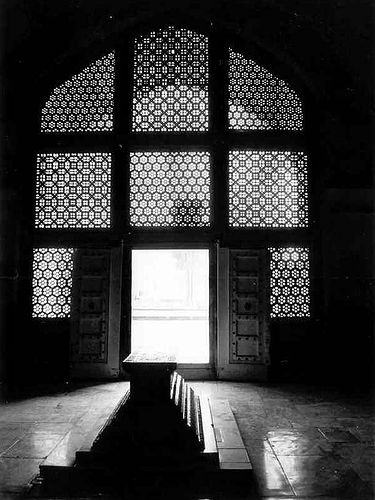
Akbars Kenotaph und Gitterfenster (jalis) mit – potentiell unendlichen – geometrischen Motiven (kleinere Sechsecke oder aber größere, sich überschneidende Achtecke, die ihrerseits wiederum aus zentralen Quadraten und gestreckten Sechsecken zusammengefügt sind)

Die Schaufassade des aus der Ferne monumental wirkenden Torbaus ist beinahe lückenlos mit Inschriften, aber auch geometrischen und floralen Dekorelementen aus rotem Sandstein, weißem Marmor und graublauem Schiefer (Bogenzwickel) überzogen. Er folgt in wesentlichen Teilen (zentraler Iwan-Bogen mit seitlichen Emporen, Zinnenkranz und aufgesetzten Pavillons (Chhatris)) dem Konzept des Torbaus der noch zu Lebzeiten Akbars fertiggestellten Moschee in Fatehpur Sikri (Buland Darwasa). Auch die marmornen Minarettaufsätze in den Ecken waren dort schon als Türmchen (guldastas) vorgebildet, hier jedoch bilden sie dominierende und weithin sichtbare Elemente, sind durch Balkonumgänge gegliedert und nehmen den Platz der nunmehr an ihre Spitze versetzten Chhatris ein. Ähnliche Minarettaufsätze („Schmuckminarette“) finden sich bereits bei persischen Moscheetorbauten des 14. Jahrhunderts (Yazd u. a.) oder aber als freistehende Minarette im Komplex des Gur-Emir-Mausoleums (Samarkand) aus dem 15. Jahrhundert. Wenige Jahre vor Baubeginn des Akbar-Mausoleums erscheinen sie am Charminar in Hyderabad (1591/92).

### Grabbau
Das ungewöhnliche – ohne eine dominante Zentralkuppel errichtete und sich somit deutlich von sämtlichen Vorbildern lösende – fünfstöckige Grabmonument steht auf einem quadratischen Sockelbau von ca. 105 m Seitenlänge. Die drei mittleren Ebenen sind nach allen Seiten geöffnet, ruhen jeweils nur auf schlanken Säulen bzw. Pfeilern und erinnern an die luftige Architektur des Panch Mahal in Fatehpur Sikri, der um das Jahr 1570 von Akbar in Auftrag gegebenen, aber wenige Jahre später wieder aufgegebenen neuen Herrscherresidenz. Der obere, aus weißem Marmor gefertigte und durchgängig von reich ornamentierten Gitterschranken (jalis) umschlossene und nicht überdachte Aufsatz, in welchem sich ein Kenotaph befindet, erinnert eher an einen Palastbau. Auf dem gesamten Baukörper sind kleine Pavillons (chhatris) bzw. längliche chaparkats verteilt, deren weiße Marmorkuppeln sich gegenüber dem ansonsten verwendeten roten Sandstein aus Rajasthan deutlich abheben. Das Grabmal besteht aus einem Hauptraum mit niedrigen Annexbauten, die architektonisch und optisch in ganz anderer Weise an den zentralen Baukörper gebunden sind, als dies beim Humayun-Mausoleum der Fall war.
Die Ornamentik der leicht vorgezogenen Portalumrahmung (pishtaq) mit seinem dominierenden Iwan-Bogen wiederholt die bereits im Portal des Torbaus verwendeten geometrischen Motive und Arabesken. Ansonsten ist die gesamte Fassade des Erdgeschosses undekoriert und lediglich rot verputzt. Das Innere des Hauptraums mit einem weiteren Marmorkenotaph Akbars sowie kleineren Scheingräbern zweier Töchter des Herrschers (die eigentlichen Grabstätten liegen unterhalb des Erdbodens) ist reich mit Sternmosaiken (Fußboden) sowie Inschriftbändern und floralen Malereien auf Stuck (Wände und Kuppeldecke) ausgestaltet. Die marmornen Gitterfenster (jalis) beinhalten – wie in der islamischen Kunst Indiens üblich – potentiell unendliche geometrische Motive.

### Park
Das Mausoleum liegt im Zentrum einer ausgedehnten (ca. 690 × 690 Meter), viergeteilten und mit Wasserläufen, Bäumen, Wiesen und Blumenbeeten gestalteten Gartenanlage im persischen Stil (Char-Bagh), in welcher auch Gazellen, Affen (Hanuman-Languren), Pfauen und Streifenhörnchen leben – insgesamt eine Anspielung auf das vom Koran in Aussicht gestellte Paradies. Eine Textpassage der Torinschrift lautet denn auch: „Dies sind die Gärten von Eden. Tritt ein und lebe auf ewig.“

## Bedeutung
Akbars Mausoleum ist zeitlich einzuordnen zwischen dem Grabmal seines Vaters Humayun in Delhi und dem Grabmal des Itimad-ud-Daula (Agra) bzw. dem Taj Mahal, wo auch sein Enkel Shah Jahan begraben liegt.
Der Vergleich der Torbauten des Akbar-Mausoleums und des Humayun-Mausoleums zeigt, dass die Inkrustationen aus rotem Sandstein, weißem Marmor und graublauem Schiefer entschieden feinteiliger gearbeitet sind und weitaus größere Flächen einnehmen. Die vier schlanken und mit weißem Marmor verkleideten Minarettaufsätze des Torbaus gelten als wichtige Vorläufer für die Minarette des Taj Mahal.
Im Unterschied zu allen vorhergehenden und den meisten späteren Grabbauten Indiens enthält das Mausoleum Akbars auch Elemente der zeitgenössischen Palastarchitektur; ob dies einem Wunsch Akbars entspricht oder eine Idee seines Sohnes Jahangir oder gar des unbekannten Architekten war, ist nicht überliefert. Auf jeden Fall kann der riesige Bau mit seinem Garten nicht allein als Grabmonument verstanden werden, sondern verweist ebenso auf einen vielräumigen – dem Herrscher angemessenen – Wohnsitz im Jenseits.